# Melinaea mayi
Melinaea mayi är en fjärilsart som beskrevs av Ferreira D'almeida 1951. Melinaea mayi ingår i släktet Melinaea och familjen praktfjärilar. Inga underarter finns listade i Catalogue of Life.